# Place du Capitole (Rome)
Pour les articles homonymes, voir Place du Capitole.
La place du Capitole (en italien Piazza del Campidoglio) est une place monumentale située au sommet de la colline du Capitole à Rome. Elle s'élève sur l'Asylum, la dépression située entre l'Arx et le Capitolium, les deux sommets de la colline du Capitole ; en dessous se trouve le Tabularium, visible depuis le Forum romain. Malgré un premier abandon au Moyen Âge, le Tabularium, dès le XIIe siècle, a été choisi comme siège de la commune. On accède à la place notamment grâce à la Cordonata capitolina.
Considérée comme l'une des plus belles places de Rome dès le Moyen Âge, elle a pris sa disposition actuelle au XVIe siècle lorsque Paul III charge Michel-Ange de la rénover complètement à l'occasion notamment de la visite à Rome de l'empereur Charles Quint. La colline du Capitole contient peu de ruines anciennes au niveau du sol, car elles sont alors presque entièrement recouvertes de palais médiévaux et de la Renaissance. Le projet comprend la reconstruction des façades du palais sénatorial, construit quelques années plus tôt sur les ruines du Tabularium et du palais des Conservateurs au sud, la construction du palais neuf au nord et l'ajout de diverses sculptures et statues, dont la statue équestre de Marc Aurèle (aujourd'hui remplacée par une copie, l'originale ayant été transférée dans le musée à côté) placée au centre de la place, et celles représentant le Tibre et le Nil.
D'importants musées se trouvent dans les bâtiments qui bordent la place.
Elle était autrefois un lieu de culte religieux important. Elle sert aujourd'hui de siège du conseil de Rome.

## Histoire

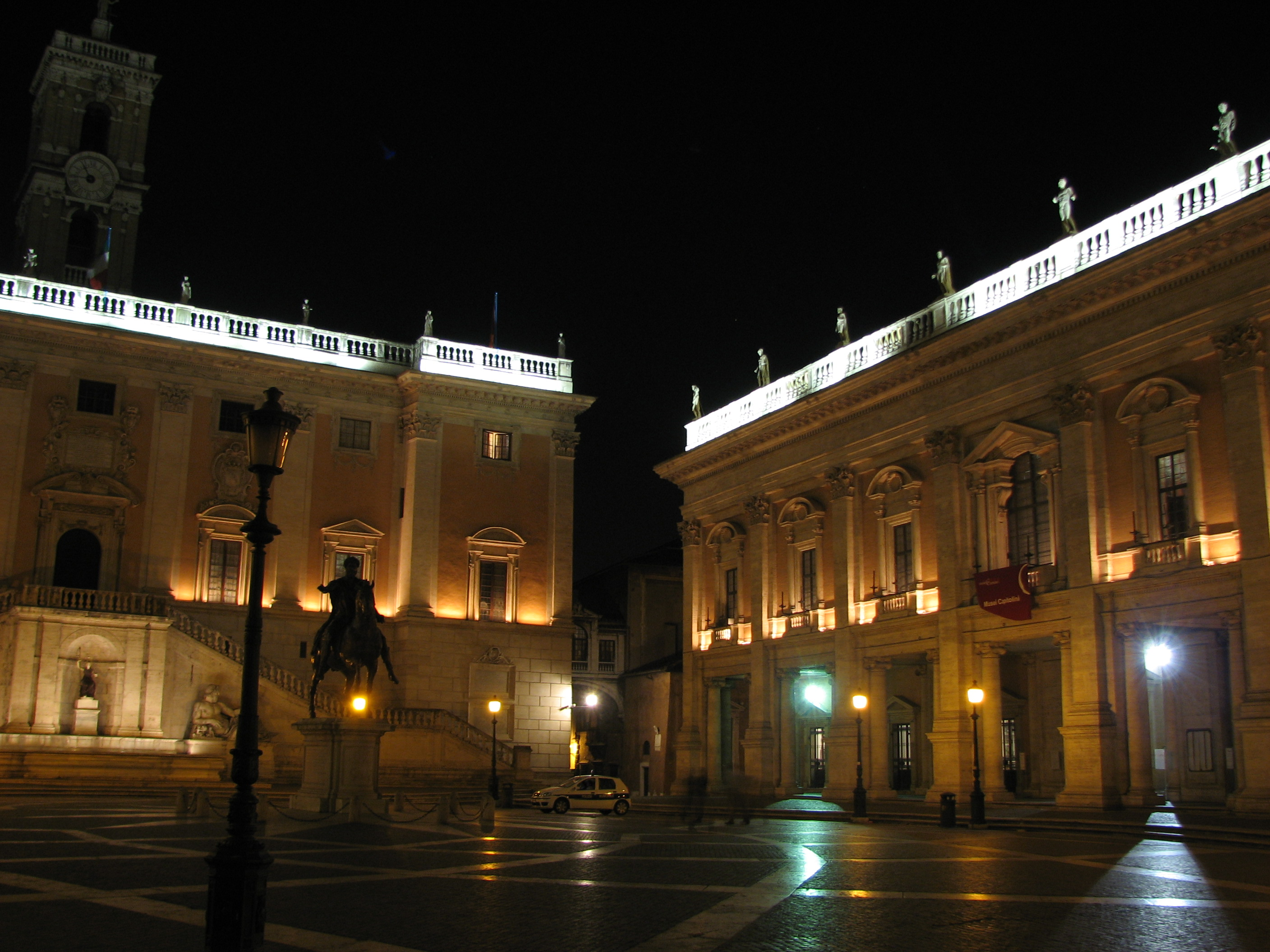
Vue de nuit.

### Moyen Âge
En tant que caput mundi, la plus petite et la plus noble des sept collines de Rome est devenue le point focal de l'idéologie romaine du Moyen Âge. La fonction sacrée de la colline est effacée lorsque le « Sénat et Peuple de Rome », constitué en commune au XIIe siècle, y installe son siège administratif. Mais le popolo, à savoir les grandes familles qui forment le conseil communal et qui s'élisent entre elles aux différentes administrations municipales, reste économiquement faible, et le rêve d'une restauration de l'antique République romaine s'évanouit au plus tard avec le retour des papes d'Avignon.
Le gouvernement de la ville est fermement sous contrôle papal, mais le Capitole est le théâtre de mouvements de résistance urbaine, tels que les scènes dramatiques de la république ravivée de Cola di Rienzo. En 1144, une révolte des citoyens contre l'autorité du Pape et des nobles conduit un sénateur à établir sa résidence officielle sur la colline du Capitole, sur les restes du Tabularium, où la famille Corsi disposait d'une forteresse reprise par le peuple romain. Le nouveau palais du sénateur tourne le dos à l'ancien forum, amorçant le changement d'orientation sur la colline que Michel-Ange accentuera plus tard. Une petite place est aménagée devant le palais du sénateur, destinée à des fins communales. Au milieu du XIVe siècle, la cour de justice des corporations est construite à l'extrémité sud de la place. Celle-ci abritera plus tard les Conservateurs au XVe siècle. 
L'espace ouvert non pavé devant est destiné aux réunions populaires et est flanqué de bâtiments destinés au quartier général des Banderesi, c'est-à-dire aux capitaines de la milice de la ville. En conséquence, la place est déjà entourée de bâtiments.

### NicolasV
Depuis Nicolas V, le grand trésorier de la Curie romaine est en même temps Governatore di Roma : les trois conservateurs, fonctionnaires suprêmes de l'exécutif élus par le conseil, lui sont subordonnés, tandis que le pouvoir juridictionnel est détenu par le sénateur nommé le pape. Le conflit d'intérêts s'installe sur la colline même, et cet état de fait associé aux faibles rentrées d'argent de la commune suffit à paralyser toute initiative architecturale.
En 1453, le pape Nicolas V demande à Bernardo Rossellino de construire le palais des Conservateurs, restructurant lourdement les maisons Banderesi pour créer le siège du nouveau pouvoir judiciaire. Rossellino crée un bâtiment avec un portique en plein cintre au rez-de-chaussée et une façade avec des fenêtres à croisées et des loggias couplées. L'orientation des bâtiments préexistants est conservée, suivant des intentions clairement de perspective, selon un principe de conception identique à celui que Rossellino mettra en œuvre à Pienza, créant un carré trapézoïdal. Les travaux de rénovation concernent également le palais sénatorial, mais sont interrompus par la mort du pape. Le palais des Conservateurs est presque entièrement démoli en 1540 par Michel-Ange ; l'arrangement du XVe siècle est documenté dans les dessins de Maarten van Heemskerck exécutés entre 1536 et 1538.

### Contributions de Michel-Ange

#### Projets dePaulIII
Paul III donne l'impulsion du renouveau. Son intérêt pour le Capitole semble d'abord motivé par des considérations purement privées : il se fait bâtir une villa d'été sur le sommet nord de la colline, dans la zone du couvent franciscain de Santa Maria in Aracoeli, reliée par diverses voies (rampes et escaliers) à ses quartiers résidentiels du palais de Venise comme au palais Sénatorial au forum romain. Cette entreprise vise aussi sans doute à rendre aux lieux une part de leur dignité antique et à transformer la place du Capitole en centre civil d'une Rome nouvelle qui reflèterait la restauration de l'autorité pontificale, à l'instar de toutes les villes italiennes qui se sont dotées d'un centre civique. Le pape Farnèse souhaite aussi un symbole de la nouvelle Rome pour impressionner Charles Quint, attendu à Rome en 1538 et aurait eu honte de l'état de la célèbre colline (depuis le Moyen Âge, l'endroit est dans un tel état d'abandon qu'il s'appelle aussi « Colle Caprino »", car il sert à faire paître les chèvres). Les premières idées d'un réaménagement global de la colline du capitole remontent au début du pontificat de Paul III et datent donc d'après 1534. La réalisation du projet va s'accomplir graduellement dans le champ de tensions entre le Saint-Siège et la commune, et jusqu'au XVIIe siècle, en toute une série de petites étapes apparemment dénuées de lien mais continuelles. Les grandes décisions de la planification ne sont pas documentées, et leur datation tout comme leurs auteurs restent à ce jour objet de controverses.

#### Conception de Michel-Ange
Au faîte de sa gloire, Michel-Ange redessine complètement la place en 1534-1538, la représentant dans tous ses détails et la tournant non plus vers le Forum romain mais vers la basilique Saint-Pierre, qui représente le nouveau centre politique de la ville. Sous le Sénat gisent les vestiges du tabularium, et au nord, Santa Maria in Aracoeli est construite sur la roche tarpéienne, première pierre de Rome.
L'artiste s'est d'abord inscrit dans la physionomie de la « Roma moderna » par son projet pour le Capitole. Les premières conceptions de Michel-Ange pour la place et le remodelage des palais environnants datent de 1536. Son plan est très vaste. Il accentue le renversement de l'orientation classique du Capitole, dans un geste symbolique détournant le centre civique de Rome du Forum romain et plutôt en direction de la Rome papale et de l'église chrétienne symbolisées par la basilique Saint-Pierre. Ce demi-tour complet peut également être considéré comme le désir de Michel-Ange de répondre à la nouvelle section en développement de la ville plutôt que les ruines antiques du passé.
Michel-Ange doit mettre de l'ordre sur une colline irrégulière, déjà encombrée par deux bâtiments médiévaux en ruine, placés à angle aigu l'un par rapport à l'autre. Il conserve l'orientation oblique des bâtiments préexistants, obtenant un espace ouvert avec un plan légèrement trapézoïdal (le palais sénatorial et celui des Conservateurs forment un angle de 80 °), sur lequel il aligne les nouvelles façades afin d'agrandir la perspective vers la fuite visuelle constituée par le palais sénatorial.
Le plan de Rome établi par Leonardo Bufalini en 1551 restitue le nouveau schéma urbanistique, dont la conception remonte peut-être à la participation du patricien et humaniste romain Latino Giovenale Manetti, qui occupa plusieurs hautes fonctions communales sous Paul III. La participation de Michel-Ange peut être supposée, mais non prouvée.
Dans les conflits entre l'autorité communale et l'absolutisme étatique, Michel-Ange est volontiers rangé parmi les partisans des idéaux de liberté républicaine, mais l'artiste montre aussi des accointances avec le pape et voit les institutions municipales faire obstacle à ses intentions. Cela se traduit par une progression extrêmement laborieuse de ses travaux. Michel-Ange travaille sur le Capitole pendant 26 ans, plus longtemps donc qu'à aucune autre de ses œuvres architectoniques. Son rôle n'est pas ici celui du concepteur seul responsable d'un projet, rôle auquel il accorde par ailleurs tant d'importance : ce genre de fonction n'est pas prévu dans le cadre des institutions communales et le poste d'Architetto del Popolo Romano ne sera créé qu'après sa mort. L'activité de Michel-Ange pour le Capitole n'a pas plus été évoquée ou commentée par l'artiste que par ses contemporains.
La commande Paul III vise à transformer la place communale en mise en scène de la puissance et de l'autorité. Les dispositifs des forums impériaux de Rome, centrés autour de la statue d'un souverain, en particulier le forum de Trajan, sont présents comme modèles. Michel-Ange s'approprie et réalise en grand style les projets de Paul III. Si le Capitole est aujourd'hui encore le siège du gouvernement de la municipalité romaine, il ne laisse aucune place à l'action démocratique. En 1998, un décret du maire est venu interdire toute manifestation sur la place en raison « des valeurs culturelles qui en font un des lieux les plus prestigieux de Rome ».

#### Première phase: centre de la place, statue équestre de Marc Aurèle

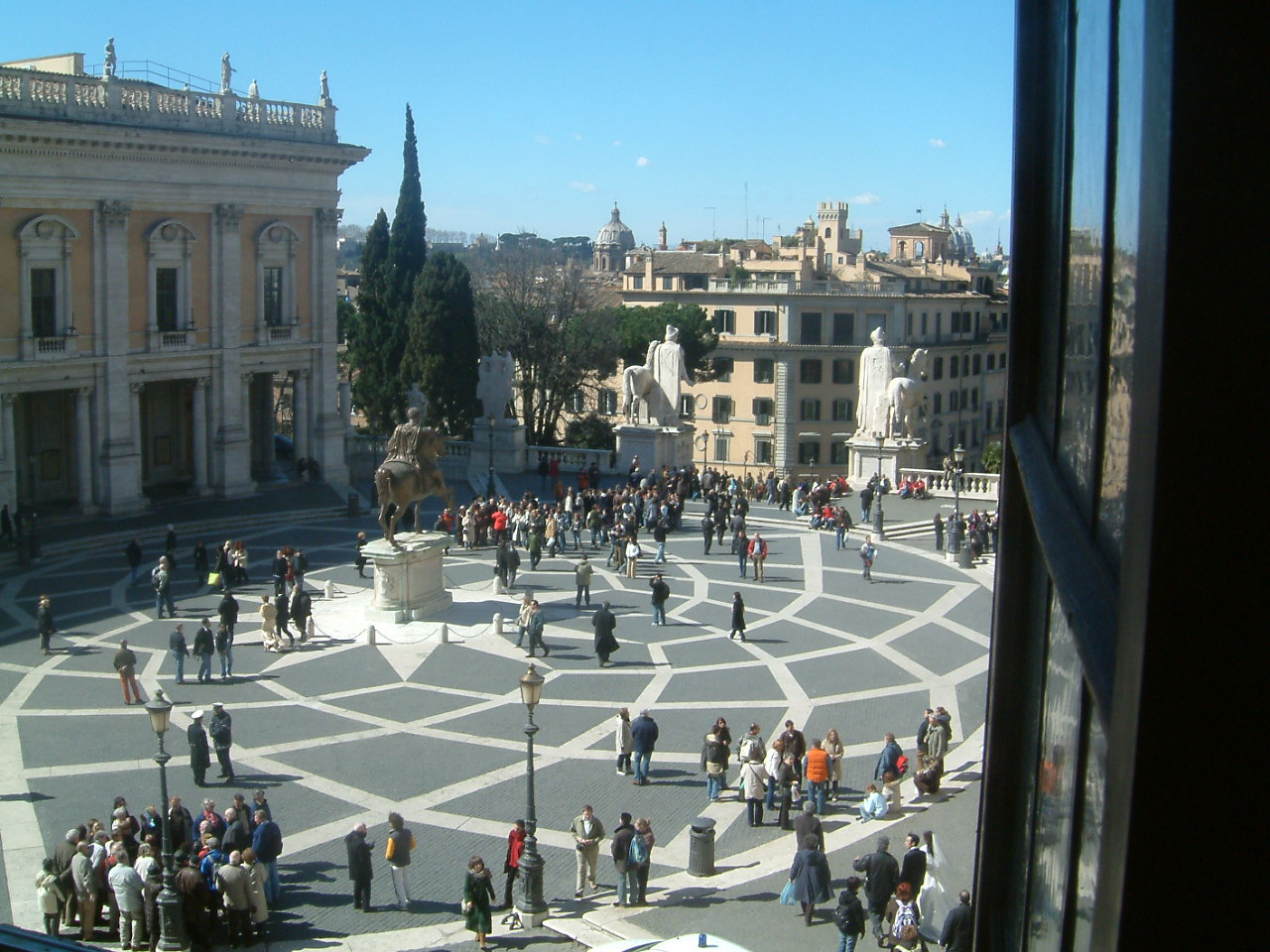
Vue depuis la place du Capitole.

Les contributions de Michel-Ange à la mise en forme de la colline peuvent être classées en trois phases. L'évènement principal de la première (1537-1538) est l'installation de la statue équestre de Marc Aurèle « secundum iudicium d. Michaelis Angeli sculptoris ». En transférant des statues antiques sur le Capitole, la commune de Rome avait voulu se donner une légitimité comme successeur du populus romanus ; le pape reprend cette tradition à son compte et la réinterprète en son sens : les bronzes antiques, incarnations des vertus bourgeoises ou républicaines, sont bannis à l'intérieur du palais des Conservateurs, à leur place vient se dresser une figure du souverain. L'innovation décisive réside dans l'investissement du centre de la place. Elle suppose que l'aire libre de forme trapézoïdale comprise entre le palais Sénatorial, le palais des Conservateurs et la basilique Santa Maria in Aracoeli soit perçue comme une place et intégrée dans le réseau des voies de circulation de la nouvelle ville. Un axe longitudinal résulte de la liaison entre le portail central (à créer) du palais Sénatorial à la Via Nuova Capitolina tracée ou projetée en 1535, laquelle, bifurquant de l'ancienne Via Papalis près de l'actuelle église du Gesù de Rome, devait relier en ligne droite le pied de la colline et la gravir sous forme d'une rampe. L'axe transversal partait de l'entrée du palais des Conservateurs, au-dessus de laquelle devait être placée la louve capitoline en bronze, pour aboutir à la niche centrale du mur de la terrasse à bâtir en contrebas d'Aracoeli. 
La statue équestre de Marc Aurèle en bronze doré, précédemment située sur la Piazza San Giovanni (où se trouve maintenant l'obélisque du Latran), est installée au milieu de la place dans un champ ovale pavé, toujours par Michel-Ange chargé par Paul III d'étudier son emplacement précis.  Elle est tournée, non pas vers le Forum, mais vers le terrain vague s'étendant devant la Rome moderne. La statue originale, après une longue restauration qui a également mis au jour quelques traces de dorure, est aujourd'hui conservée aux Musées du Capitole, tandis qu'une copie de celle-ci a été placée sur la place.

#### Deuxième phase: début des travaux, palais Sénatorial
La deuxième phase au début des années 1540 est marquée par le début des travaux. À partir de 1542, ceux-ci portent sur la terrasse d'Aracoeli, le palais Sénatorial et les escaliers et loggias postérieurs. À partir de 1554, débutent les travaux sur la Cordonata et son mur de parapet. Le plus important est la régularisation de la façade du palais Sénatorial et la réalisation de son grand escalier indépendant, œuvre de Michel-Ange. Dans un premier temps, aucune modification n'est apportée au palais des Conservateurs, mais plusieurs indices permettent de penser que Michel-Ange élabore ses projets de transformation dès cette époque, sachant qu'il y est peut-être incité par son ami proche Tommaso dei Cavalieri qui gagne en influence au sein du conseil Communal.
Le palais sénatorial est restauré avec un double escalier extérieur qui sert à accéder à la nouvelle entrée, non plus face au forum, mais vers la place, et la tour est déplacée vers l'axe central du palais. Il modifie également la façade pour l'aligner sur celle du bâtiment des conservateurs (et donc aussi avec celle du nouveau bâtiment vers l'église S. Maria dell'Aracoeli), en insérant des pilastres géants (qui apparaissent pour la première fois dans les bâtiments publics), une corniche avec balustrade (élément neuf), lui donnant une délimitation ferme du côté faisant face à la ville. Enfin, une volée de marches doit mener à la place fermée par le bas, accentuant encore l'axe central, réalisant ainsi la première introduction urbaine du « culte de l'axe » qui devait occuper les plans des jardins italiens et se concrétiser en France.

#### Troisième phase sousPieIV
La troisième phase remonte une fois de plus à une initiative pontificale : Pie IV entend mettre enfin de l'ordre sur la colline et s'occupe de mobiliser les moyens nécessaires. En 1561, le socle du Marc Aurèle et l'aire de la place alentour reçoivent leur forme définitive, en 1563, débutent les transformations du palais des Conservateurs selon les plans de Michel-Ange. La direction des travaux revient à Guidetto Guidetti.  
Michel-Ange ajoute une façade à portiques au palais des Conservateurs et y insère des pilastres d'un ordre géant (qu'il ponctue de manière rythmée et régulière) et une corniche à balustrade avec des statues. 
Michel-Ange pense à construire un nouveau palais, appelé le Palais Neuf, pour fermer la perspective vers la basilique Santa Maria in Aracoeli, et à paver la place ainsi obtenue en éliminant le chemin de terre existant ; il redessine le palais des Conservateurs en éliminant toutes les structures précédentes et en l'harmonisant avec le Palais sénatorial. 

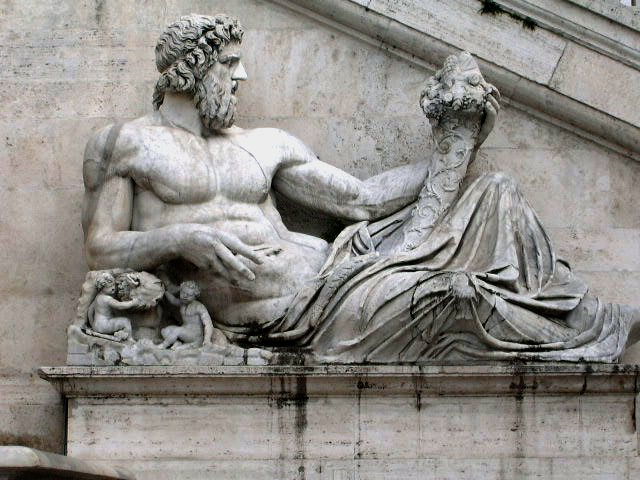
Statue du «Tibre».

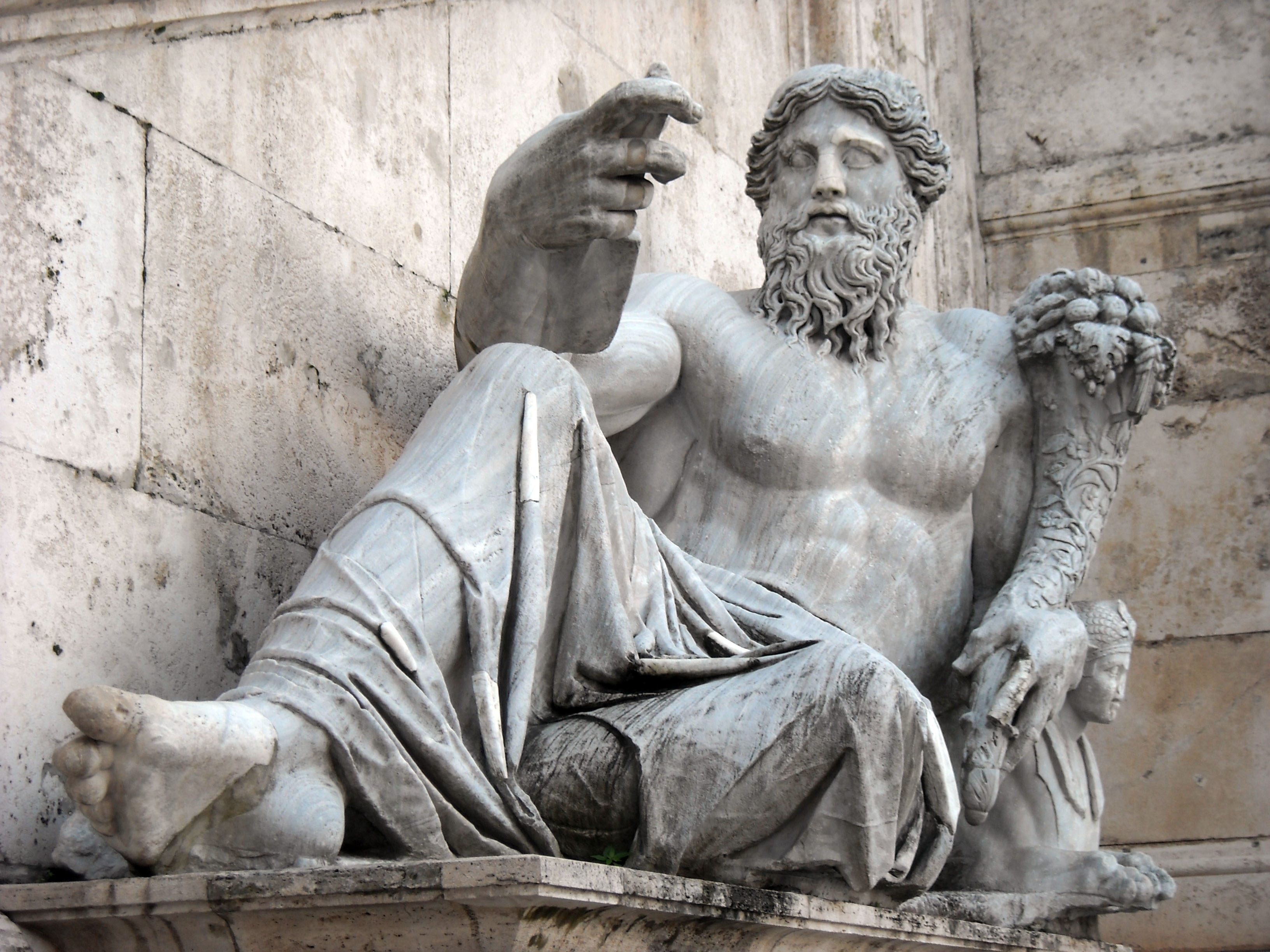
Statue du «Nil».

Les travaux allèrent si lentement que Michel-Ange (mort en 1564) ne put voir que l'achèvement du double escalier qui servait au nouvel accès au Palais sénatorial, avec le positionnement des deux statues représentant le « Nil » et le « Tibre » qui représentait à l'origine « les Tigres ». Cependant, ne pouvant renoncer à une allégorie faisant référence au Tibre, la petite tête de tigre du groupe fut remplacée par une tête de louve, aux côtés de laquelle s'ajoutèrent les deux jumeaux. Sur la base de cette considération, il ne peut être exclu que l'autre statue représentait à l'origine l'Euphrate, plutôt que le Nil. La façade et le sommet de la tour étaient encore incomplets, tandis que le Palais Neuf n'avait même pas été commencé.
La Cordonata Capitolina n'est pas en place lorsque Charles Quint vient à Rome, et l'empereur doit gravir la pente du Forum pour voir les travaux en cours.

### Giacomo Della Porta

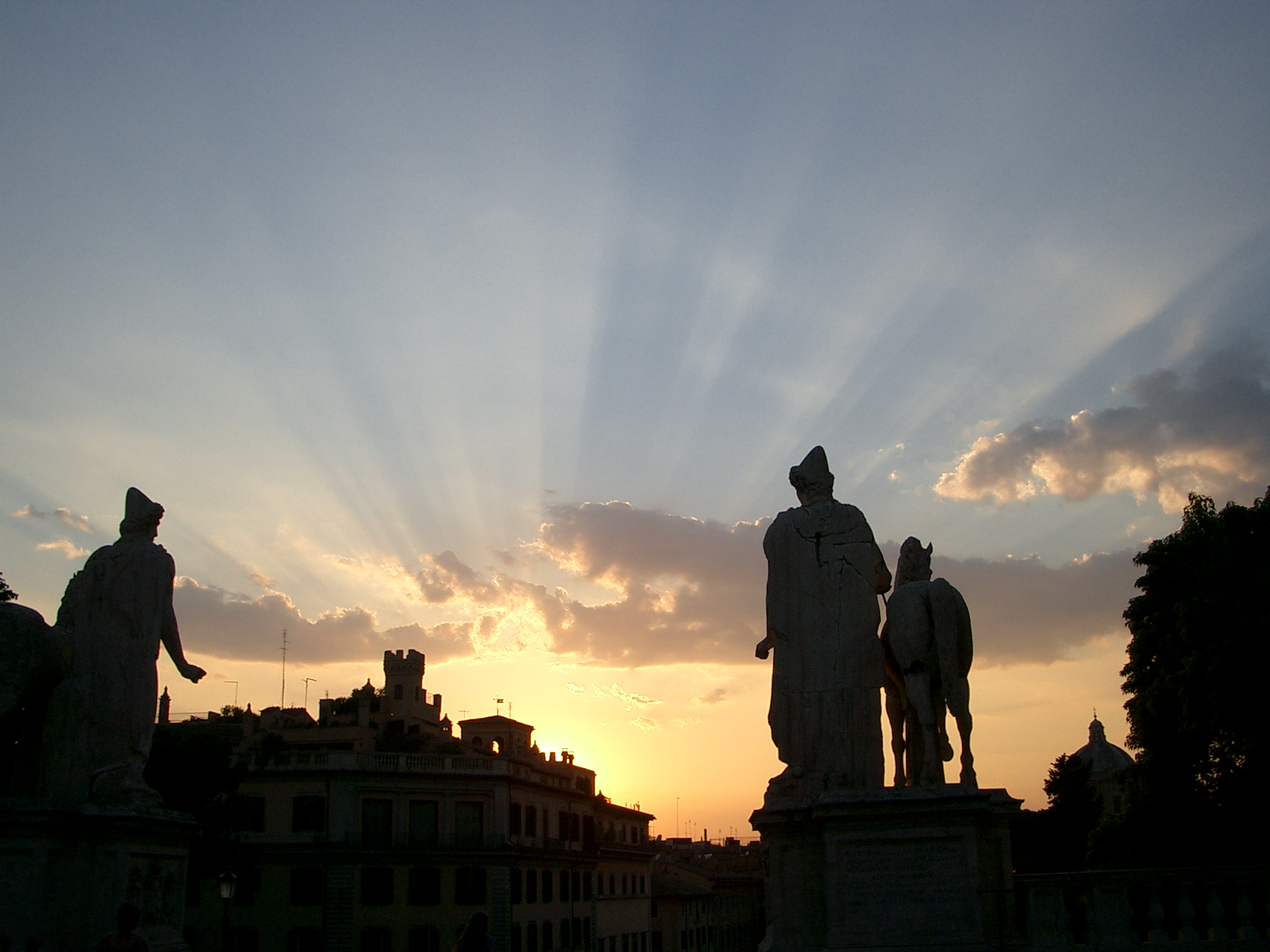
Statues des Dioscures au soleil couchant.

Les travaux sont achevés selon les directives du projet original de Michel-Ange. À partir de 1573 suit la transformation intérieure du palais Sénatorial, à partir de 1593, la nouvelle décoration de sa façade et l'achèvement progressif de son décor de statues.
Giacomo della Porta s'en occupe particulièrement, à qui l'on doit la reconstruction du palais des Conservateurs et l'achèvement de la façade du Palais sénatorial, avec le positionnement, entre autres, dans la niche centrale, d'une statue d'Athéna venant du palais des Conservateurs, qui est cependant remplacée en 1593 par une autre statue d'Athéna, beaucoup plus petite (trop petite pour la taille de la niche, à tel point qu'elle dut être posée sur trois socles), en porphyre rouge et marbre blanc, reconverti en allégorie de Roma (déesse).
Lorsque fin 1587, la branche du nouvel aqueduc « Acqua Felice » atteint le Capitole, le pape Sixte V lance un concours public (excluant délibérément Della Porta, preuve des relations difficiles existant entre les deux) pour la construction d'une fontaine sur la place. C'est le projet de Matteo Bartolani qui l'emporte, projet grandiose, qui n'est cependant que partiellement réalisé, avec la construction de deux bassins, l'un dans l'autre, adossés au centre de la façade du Palais sénatorial, entre les statues des deux fleuves et sous la niche contenant Athéna, de forme rectangulaire avec le côté le plus long lobé.
Mais Della Porta pense à un autre agencement de la place. À cette époque, il travaille également à la Fontaine de la place San Marco qui présente, en arrière-plan, l'imposante statue de Marforio. Quelques jours après son placement, la statue est ramenée au sommet du Capitole. Il est possible que Della Porta, en y repensant soudainement, ait voulu proposer au pape une alternative au projet de Bartolani qui déforme le design original de Michel-Ange : il pense à utiliser Marforio comme arrière-plan pour une fontaine imposante qui fermerait le côté gauche de la place, celle vers la basilique Santa Maria in Aracoeli, au lieu du Palais Neuf. Le pape ne veut rien savoir, confirme le projet de Bartolani et Marforio reste installé sur la place.
Les deux seules fontaines que Della Porta réussit à construire pour le Capitole en 1588 sont les deux lions de basalte sur les côtés de la base de la Cordonata capitolina, transférés en 1582 des vestiges du Temple d'Isis de Rome, complétés par deux marbres spécialement construits pour recueillir l'eau. Les deux lions d'origine, transférés aux Musées du Vatican en 1885, ont été replacés à leur place en 1955.
Ce n'est qu'en 1594, avec le pape Clément VIII, que Giacomo Della Porta a pu créer « sa » fontaine de Marforio (sa dernière œuvre) : l'ensemble du groupe sculptural est placé dans un bassin identique à ceux utilisés à la base du palais sénatorial, devant une façade imposante. La structure, cependant, a été démantelée une cinquantaine d'années plus tard, lorsque les travaux de construction du Palais Neuf ont commencé, puis reconstruit en 1734 dans la cour du palais, où elle se trouve actuellement, mais sans la façade avant.
Della Porta substitue aussi au dessin du pavage un banal motif de rayons dont quatre sont accentués.
Après plusieurs faux départs, le palais neuf est édifié en 1645-1662.

### Aménagements ultérieurs

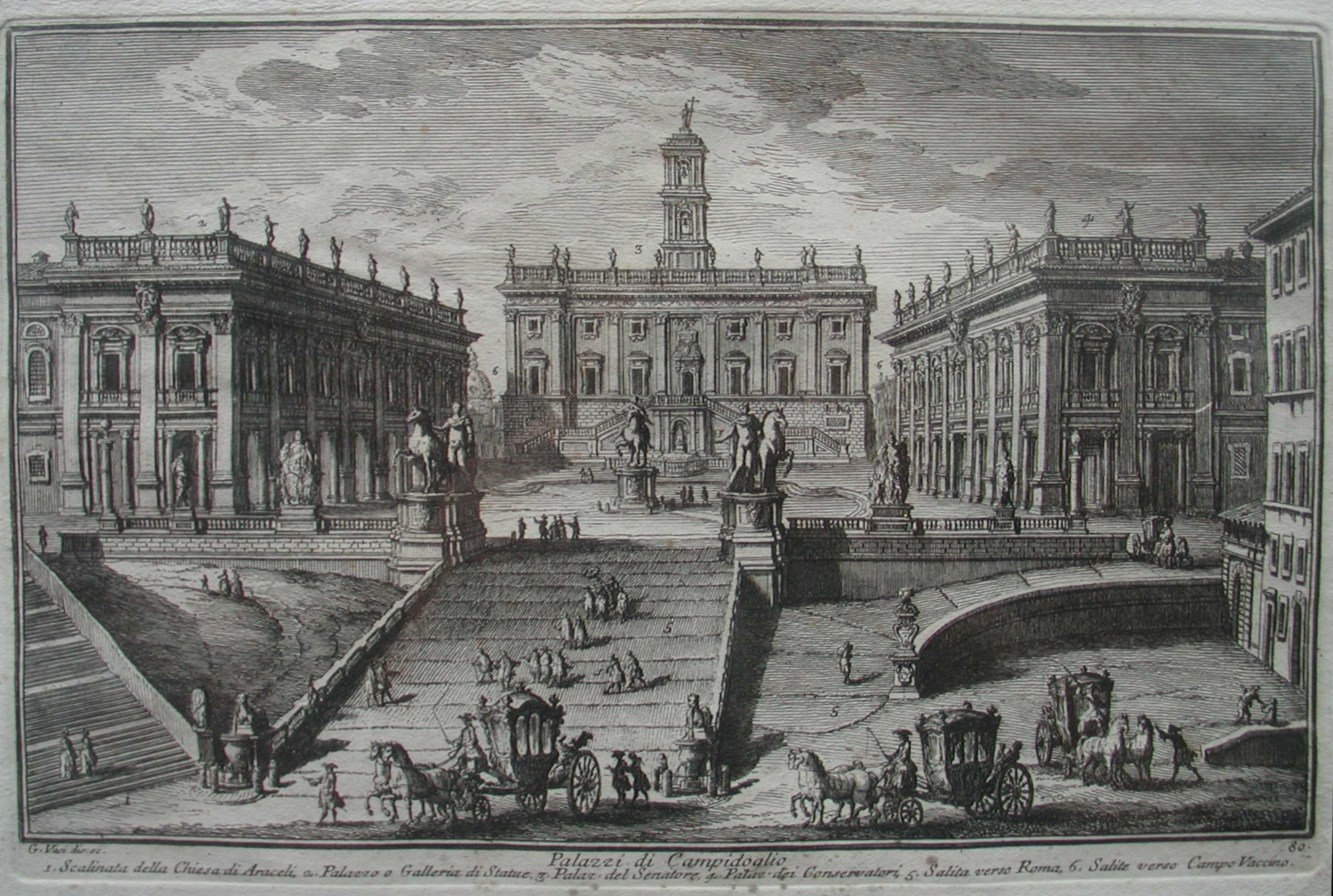
Estampe de Giuseppe Vasi (XVIIIe siècle).

La place a été achevée au XVIIIe siècle ; le pavage n'a été construit qu'en 1940, selon le projet original de Michel-Ange, à partir d'une estampe d'Étienne Dupérac.
La Cordonata est ornée de diverses œuvres sculpturales : en plus des statues des deux lions à la base, vers le milieu de la montée se trouve, sur la pelouse entre la Cordonata elle-même et l'escalier Aracoeli, la statue de Cola di Rienzo ; au sommet se trouvent les statues des dioscures Castor et Pollux, provenant d'un temple des Dioscures dans le Cirque Flaminius, deux trophées d'armes en marbre du nymphée d'Alexandre sur la piazza Vittorio Emanuele II (Rome), appelées Trofei di Mario, et la colonne jalon originale du premier kilomètre de la Voie Appienne.
Le palais Sénatorial est aujourd'hui le siège de la municipalité de Rome, tandis que les musées du Capitole, ouverts en 1734, le plus ancien musée public du monde, sont logés dans les deux autres bâtiments, également reliés par une galerie souterraine, la galerie lapidaire.

## Description
La vue d'ensemble de la gravure d'Étienne Dupérac montre la solution de Michel-Ange aux problèmes de l'espace de la place. Même avec leurs nouvelles façades centrées sur le nouveau palais à l'arrière, l'espace est un trapèze et les façades ne se font pas directement face. Pire encore, tout le site est en pente (à gauche sur la gravure). La solution de Michel-Ange est radicale.
Les trois palais remodelés enferment un espace trapézoïdal harmonieux, approché par l'escalier à rampes appelé la cordonata capitolina. La rampe à gradins de la cordonata est destinée, à la manière d'un escalier mécanique avançant lentement, à élever ses visiteurs vers le ciel et à les déposer sur le seuil de l'autorité municipale. La forme ovale combinée avec le motif en losange à l'intérieur est un jeu sur les précédentes géométries de la Renaissance du cercle et du carré. La conception en travertin insérée dans le dallage est parfaitement de niveau : autour de son périmètre, des marches basses apparaissent et disparaissent dans le dallage au fur et à mesure que la pente l'exige. Son centre ressort légèrement, de sorte que l'on sent qu'il se tient sur le segment exposé d'un œuf gigantesque presque enterré au centre de la ville, au centre du monde, comme l'a souligné l'historien de Michel-Ange Charles de Tolnay. Une étoile à douze branches entrelacée fait une subtile référence aux constellations, tournant autour de cet espace appelé Caput mundi, latin pour « tête du monde ». Cette conception de pavage n'a jamais été exécutée par les papes, qui ont peut-être détecté une interprétation non chrétienne ; Benito Mussolini a ordonné que le pavage soit achevé selon la conception de Michel-Ange en 1940.
Michel-Ange a regardé au centre pour trouver une solution au désordre du Capitole, solution qui lui a été fournie par la statue. Les bâtiments définissaient l'espace, et c'est cet espace, autant que les bâtiments, qui constitue la réalisation impressionnante du complexe capitolien. C'est une salle extérieure géante, une place fermée et protégée, mais ouverte sur le ciel et accessible par cinq ouvertures symétriques. L'axialité et la symétrie régissent toutes les parties de la place du Capitole. La statue centrale, avec le motif de pavage dirigeant les yeux des visiteurs vers sa base, les rend plus immédiatement apparentes. Michel-Ange a également doté le palais médiéval du Sénateur d'un campanile central, d'une façade rénovée et d'un grand escalier extérieur divisé. Il a conçu une nouvelle façade à colonnades pour le palais des Conservateurs et a projeté une structure identique, le Palais Neuf, pour le côté opposé de la place. Sur le côté étroit du plan trapézoïdal, il prolonge l'axe central par un magnifique escalier pour relier le sommet de la colline à la ville en contrebas.

### Statue équestre de Marc-Aurèle

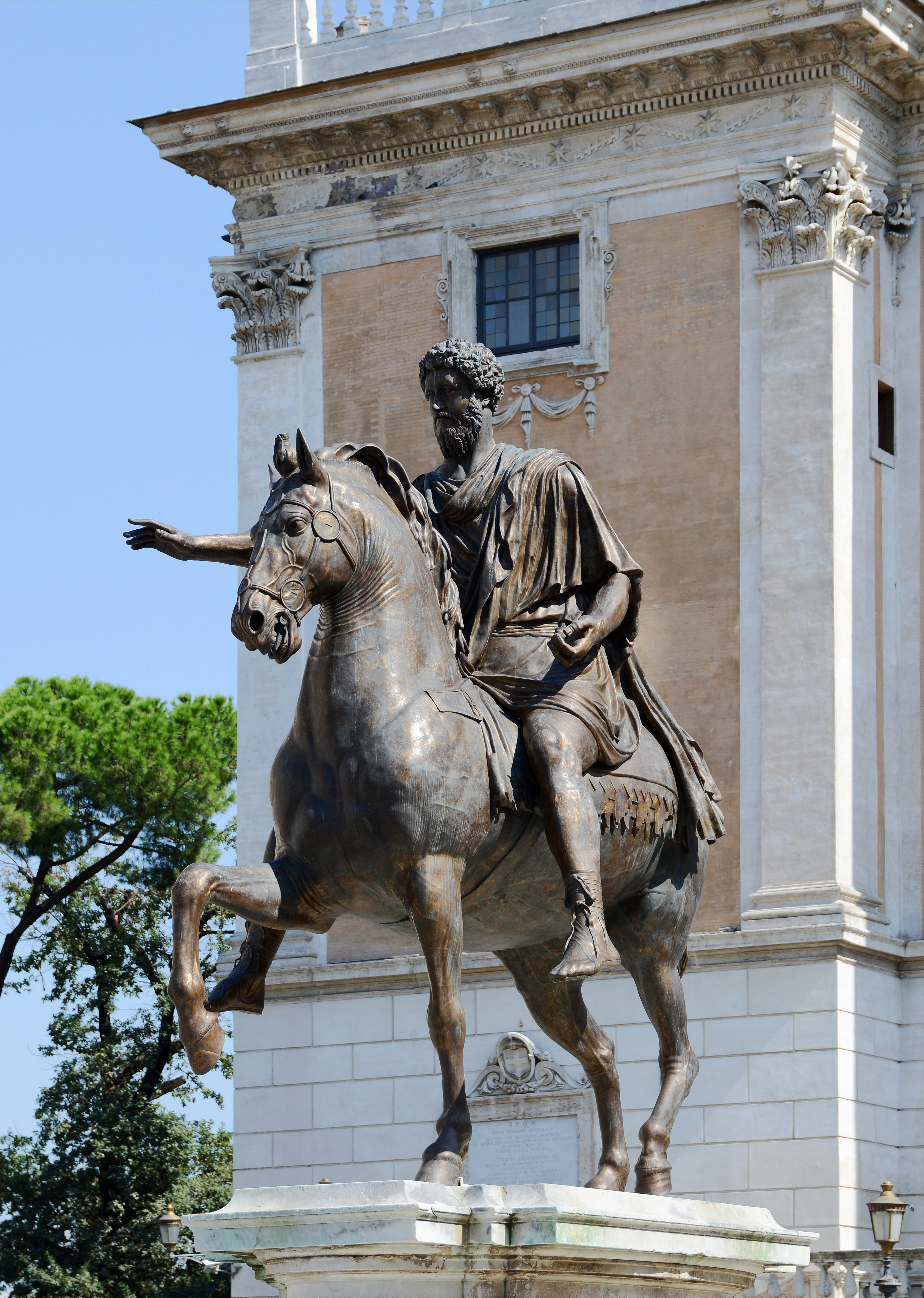
Réplique de la statue équestre de Marc-Aurèle.

La statue équestre originale de l'empereur Marc-Aurèle se tient au milieu, et n'est pas du goût de Michel-Ange. Celui-ci a conçu pour elle un piédestal sans prétention. La sculpture a été conservée respectueusement car on pensait qu'elle représentait l'empereur Constantin Ier (empereur romain), le premier empereur chrétien. Le bronze actuellement en place est une copie moderne ; l'original se trouve dans le palais des Conservateurs à proximité.

### Palais
Michel-Ange a conçu de nouvelles façades aux deux bâtiments officiels du gouvernement civique de Rome dont celle du palais des Conservateurs qui était délabré. Il a conçu le palais Neuf comme un complément en miroir, offrant ainsi équilibre et cohérence à l'ensemble incohérent des structures existantes. La construction de ces deux bâtiments a été réalisée après sa mort sous la direction de Tommaso Cavalieri. Le seul motif arqué dans l'ensemble du design de la place est les frontons segmentés au-dessus de leurs fenêtres, qui donnent un léger ressort à l'équilibre vertical-horizontal complètement angulaire du design. Les trois palais abritent aujourd'hui les musées du Capitole.

#### Palais Caffarelli Clémentino
Le Palazzo Caffarelli Clementino est adjacent et sert maintenant d'annexe au palais des Conservateurs ; des expositions de courte durée y sont organisées. Le palais a été construit entre 1576 et 1583 par Gregory Canonico pour Gian Pietro Caffarelli II. Jusqu'à la fin de la Première Guerre mondiale, le palais servait d'ambassade d'Allemagne à Rome. Après la guerre, il a été revendiqué par la commune de Rome, qui a démoli une grande partie de l'aile est pour créer la terrasse Caffarelli.

#### Palais des Conservateurs

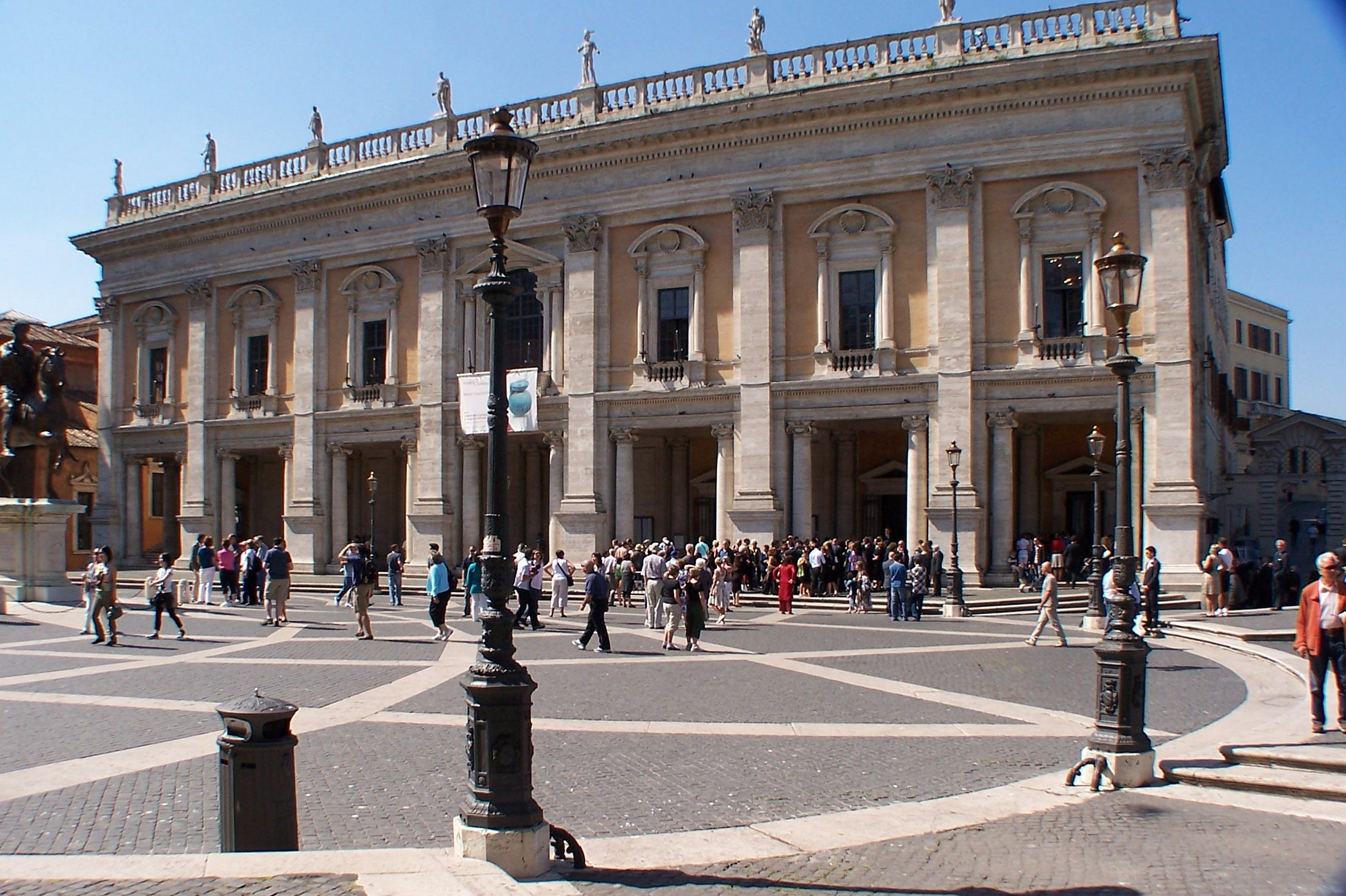
Palais des Conservateurs.

Le Palais des Conservateurs a été construit au Moyen Âge pour les magistrats locaux appelés Conservatore di Roma, au sommet d'un temple du VIe siècle av. J.-C. dédié à Jupiter « Maximus Capitolinus ». La rénovation de Michel-Ange a incorporé la première utilisation d'un ordre géant qui s'étend sur deux étages, ici avec une gamme de pilastres corinthiens et de colonnes ioniques subsidiaires flanquant les ouvertures de la loggia du rez-de-chaussée et les fenêtres du deuxième étage. Le nouveau portique de Michel-Ange est une réinvention d'idées plus anciennes. Le portique contient des entablements et un plafond plat en forme de caisson. Les entablements reposent sur des colonnes disposées à l'avant de chaque travée, tandis que des demi-colonnes assorties s'appuient contre le mur du fond. Chaque pilastre forme une unité composée avec le pilier et la colonne de chaque côté. Des pilastres colossaux posés sur de larges bases rejoignent le portique et l'étage supérieur. Toutes les fenêtres sont coiffées de frontons segmentés. Une balustrade frangeant le toit souligne l'horizontalité emphatique de l'ensemble contre laquelle s'élèvent les lignes verticales des ordres en contraste majestueux. La verticalité de l'ordre colossal crée le sentiment d'un espace autonome tandis que l'horizontalité des entablements et des balustrades souligne l'axe longitudinal de la place. La façade du palais a été mise à jour par Michel-Ange dans les années 1530 et à plusieurs reprises plus tard.
À Rome, le portique du Palais des Conservateurs abritait les bureaux de diverses corporations. Les différends survenant lors de transactions commerciales y étaient jugés, à moins qu'ils n'aient été d'une importance suffisante pour être portés devant un tribunal communal, tel que celui des conservateurs. C'était un endroit naturel pour une telle activité : jusqu'aux années 1470, le marché principal de la ville se tenait sur et autour du campidoglio, tandis que le bétail continuait d'être taxé et vendu dans l'ancien forum situé juste au sud.

#### Palais Sénatorial

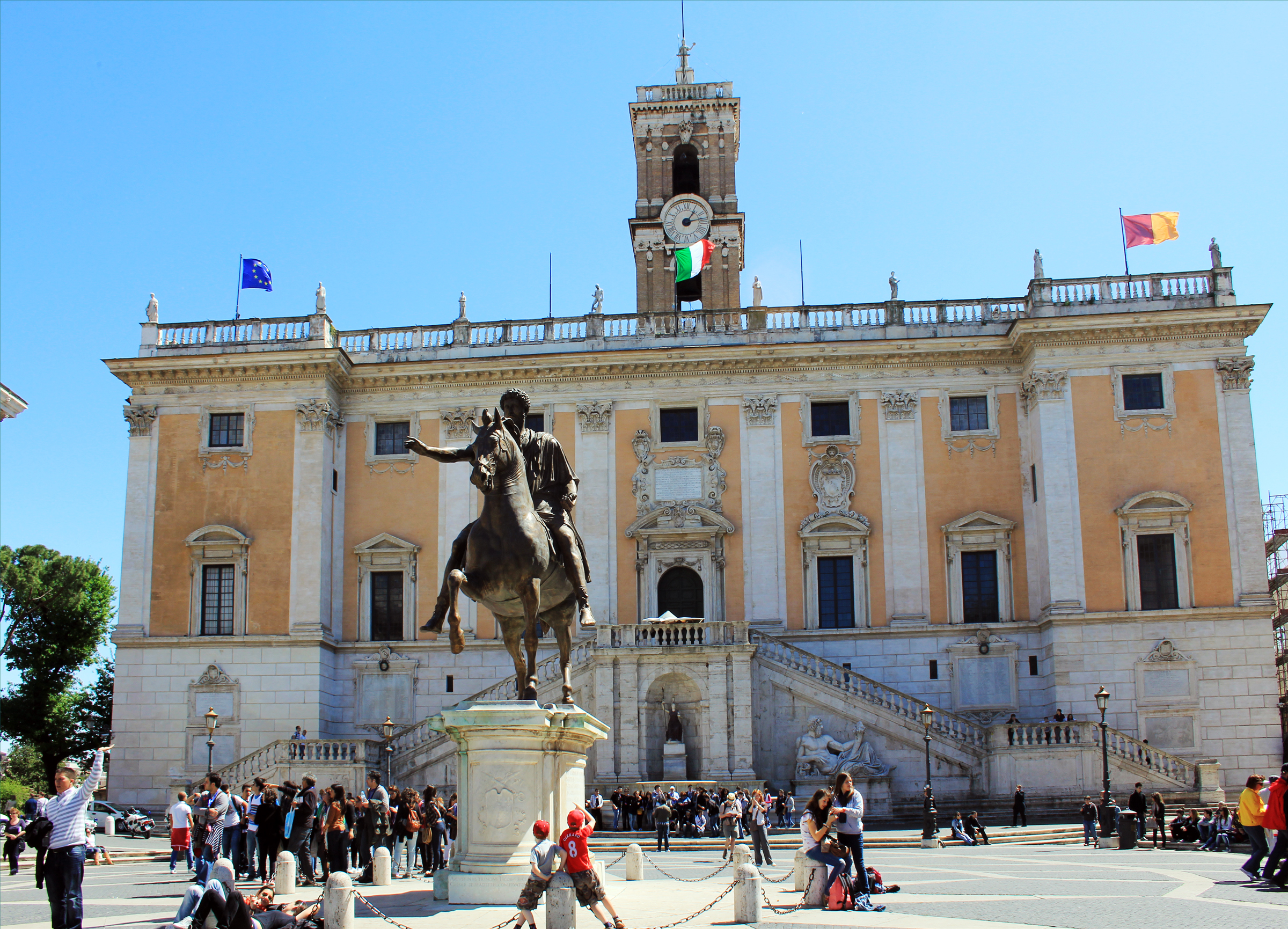
Palais Sénatorial.

Construit au XIIIe et XIVe siècles, le Palais Sénatorial se dresse au sommet du Tabularium, qui abritait autrefois les archives de la Rome antique. Des blocs de pépérin du Tabularium ont été réutilisés dans le côté gauche du palais et un angle du clocher. Il abrite aujourd'hui l'hôtel de ville romain, après avoir été transformé en résidence par Giovanni Battista Piranesi pour le sénateur Abbondio Rezzonico au XVIIIe siècle.
Sa double rampe d'escalier a été conçue par Michel-Ange. Ce double escalier menant au palais remplace l'ancien escalier et la loggia à deux étages, qui se trouvaient sur le côté droit du palais. L'escalier ne peut pas être vu uniquement en fonction du bâtiment auquel il appartient mais doit être replacé dans le contexte de la place dans son ensemble. Les marches, commençant au centre de chaque aile, se déplacent doucement vers le haut jusqu'à ce qu'elles atteignent le coin intérieur, se nivellent et reculent vers la surface principale de la façade. Elles continuent ensuite avec une majesté ininterrompue, convergeant vers la porte centrale du deuxième étage. Cette interruption de la ligne diagonale et le bref changement de direction vers l'intérieur absorbent à la fois l'axe central et relient les deux côtés. La fontaine devant l'escalier présente les dieux fluviaux du Tibre et du Nil ainsi que Dea Roma (Minerve). La partie supérieure de la façade a été conçue par Michel-Ange avec des pilastres corinthiens colossaux s'harmonisant avec les deux autres bâtiments. Son clocher a été conçu par Martino Longhi l'Ancien et construit entre 1578 et 1582. Sa façade actuelle a été construite par Giacomo della Porta et Girolamo Rainaldi.

#### Palais Neuf

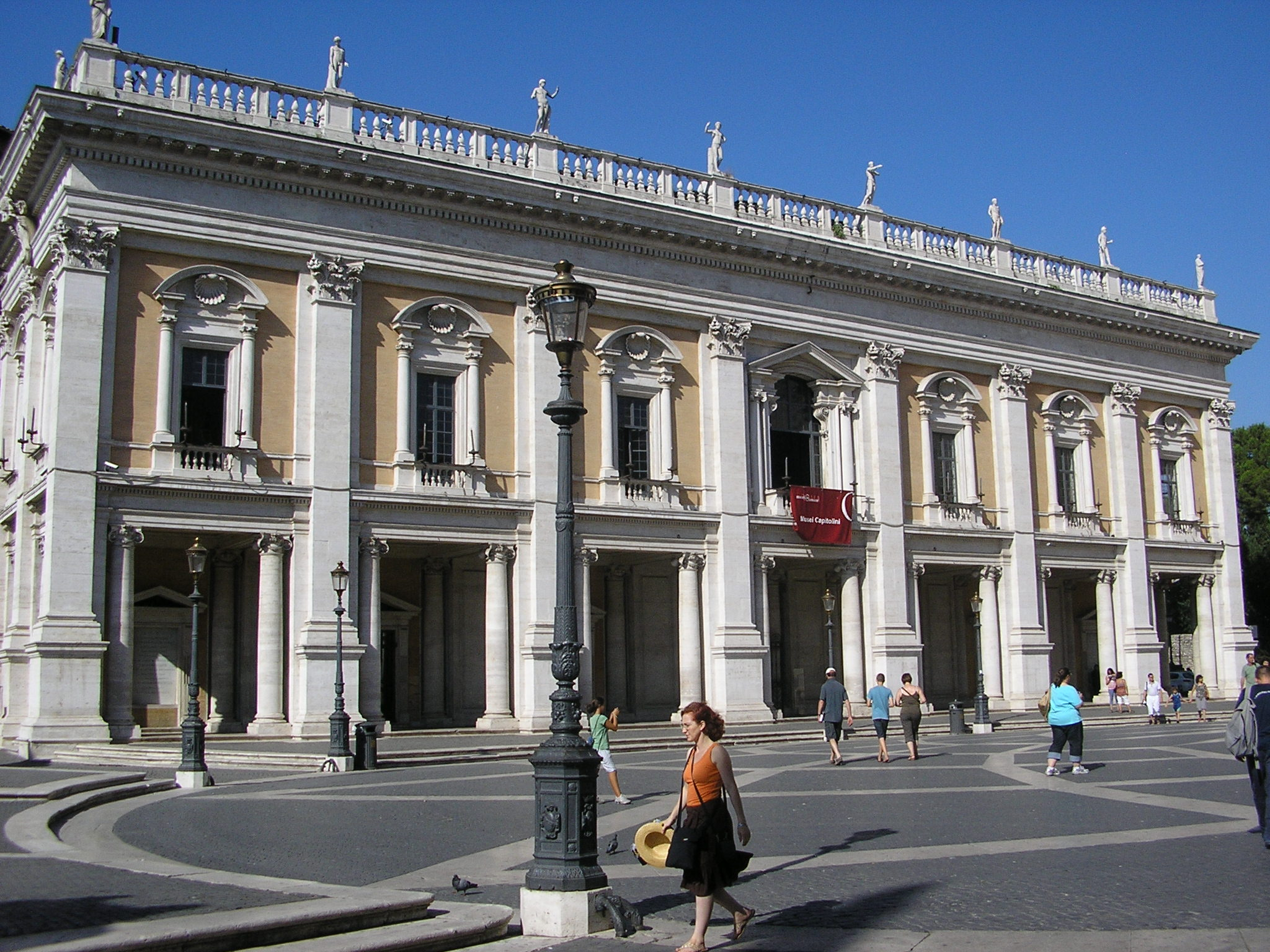
Palais Neuf.

Pour fermer la symétrie de la place et couvrir la tour des Aracoeli, le Palazzo Nuovo, ou Palais Neuf, a été construit en 1603, achevé en 1654 et ouvert au public en 1734. Sa façade fait double emploi avec celle du Palais des Conservateurs. Il s'agit d'une copie identique réalisée à l'aide du plan de Michel-Ange lorsqu'il a redessiné le Palais des Conservateurs un siècle plus tôt.

### Balustrade

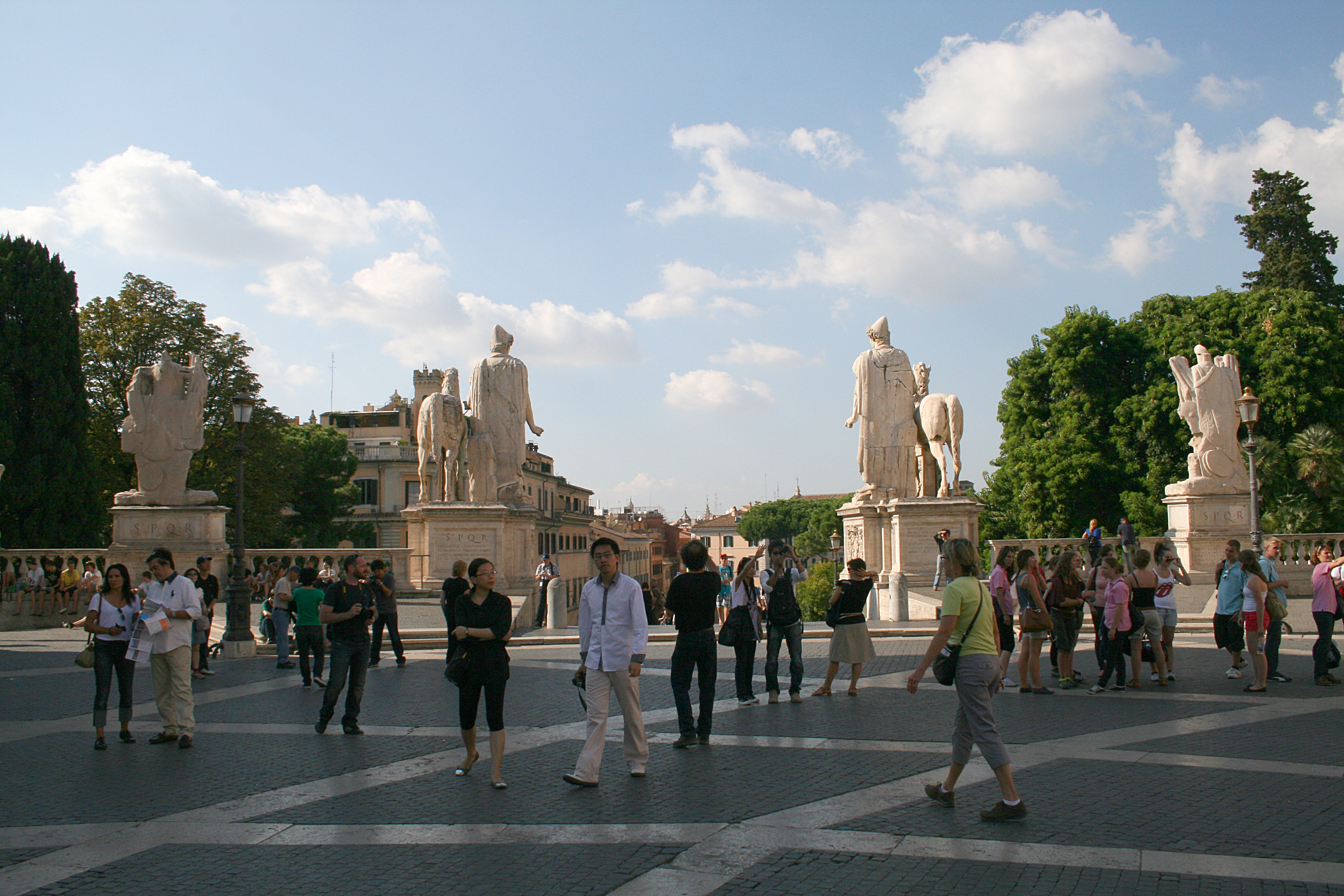
Balustrade.

Une balustrade, ponctuée de sculptures au sommet des pilastres géants, coiffe la composition, l'une des conceptions les plus influentes de Michel-Ange. Les deux statues antiques massives de Castor et Pollux qui ornent les balustrades ne sont pas les mêmes que celles posées par Michel-Ange, qui se trouvent maintenant devant le Palais du Quirinal.

### Cordonata
À côté de l'escalier plus ancien et beaucoup plus raide menant à la basilique Santa Maria in Aracoeli, Michel-Ange a conçu un escalier monumental à grande rampe, la cordonata, montant progressivement la colline pour atteindre la place haute, de sorte que le Capitole tourne résolument le dos au Forum romain qu'il commandait autrefois. Il a été construit pour être suffisamment large pour que les cavaliers puissent gravir la colline sans descendre de cheval. Les balustrades sont surmontées des statues de deux lions égyptiens en basalte noir à leur base et des interprétations en marbre de Castor et Pollux à leur sommet.

## Distinctions et influences
Le pavé géométrique de la place et la statue équestre de Marc Aurèle figurent au revers des 50 centimes d'euro frappés en Italie, et sur toutes les pages du passeport italien. De plus, une vue de la place figurait au recto des billets de 10 000 lires, les dits « Michel-Ange », émis par la Banque d'Italie de 1962 à 1977.
Influencé par l'architecture romaine et l'époque républicaine romaine, le mot Capitolium se retrouve dans le mot anglais actuel de capitol. La Capitol Hill (Washington) est largement supposée être nommée d'après la colline du Capitole.